# Stejnegers stormvogel
Stejnegers stormvogel (Pterodroma longirostris) is een vogel uit de familie van de stormvogels en pijlstormvogels (Procellariidae). De vogel werd in 1893 door de Noors/Amerikaanse vogelkundige Leonhard Hess Stejneger geldig beschreven. Het is een kwetsbare, endemische vogelsoort die broedt op een eiland van de Juan Fernández-archipel in de Zuidelijke Grote Oceaan en buiten de broedtijd in open zee foerageert in het oostelijk deel van de Grote Oceaan.

## Kenmerken
De vogel is 26 cm lang. Het is een kleine grijs met witte stormvogel. De bovenvleugel is grijs met een zwarte M-vormig band. De vogel is veel kleiner dan de witnekstormvogel die in hetzelfde gebied voorkomt. Stejnegers stormvogel heeft een witte ondervleugel met een smalle zwarte achterrand die doorloopt tot de voorkant van de vleugel.

## Verspreiding en leefgebied
De vogel broedt op het eiland Alejandro Selkirk in holen in terrein dat begroeid is met varens en pollen gras op 700 tot 11120 m boven zeeniveau in de periode oktober-november. Buiten de broedtijd verblijft de vogel op open zee waar hij foerageert op kleine vissoorten en pijlinktvis.

## Status
Stejnegers stormvogel heeft een zeer klein broedgebied en daardoor is de kans op uitsterven aanwezig. De grootte van de populatie werd in 2019 door BirdLife International geschat op 262.000 volwassen vogels.  Er zijn echter negatieve factoren die deze zeevogels bedreigen zoals predatie van de jongen en de eieren door zwarte ratten en huismuizen, brandstichting in het bos, verwilderde honden en katten, verstoring, klimaatverandering en ontwikkelingen in de zeevisserij. Om deze redenen staat deze soort als kwetsbaar op de Rode Lijst van de IUCN.